# چانگ ژنگ (خانواده موشک)
موشک‌های چانگ ژنگ، لانگ مارش یا راه‌پیمایی طولانی ((به چینی: zh-hans، 长征))، یک خانواده از موشک‌های سامانه یک‌بارمصرف پرتاب‌ی است که توسط کشور چین اداره می‌شود. توسعه و طراحی این موشک‌ها با همکاری و توجه آکادمی فناوری ابزار پرتاب چین انجام می‌پذیرد. در رسانه‌های انگلیسی، این موشک‌ها به اختصار LM- برای خارج از چین و CZ- در چین مخفف می‌شوند؛ که این کوته‌نوشت «چانگ ژنگ» (长征) به معنی «مارش طولانی» در پین‌یین چینی است. این موشک‌ها نام خود را از راه‌پیمایی طولانی در تاریخ جمهوری خلق چین برگرفته‌اند.
چین از موشک چانگ ژنگ ۱ برای پرتاب نخستین ماهوارهٔ خود به نام دونگ فانگ هنگ ۱؛ ("شرق سرخ ۱" است)، در مدار نزدیک زمین در ۲۴ آوریل ۱۹۷۰ استفاده کرد و به عنوان پنجمین کشور برای دستیابی به قابلیت پرتاب مستقل تبدیل شد. پرتاب‌های اولیه سابقه‌ای ناهمگون داشتند و تمرکز آن‌ها بر پرتاب ماهواره‌های چینی متمرکز بود. موشک چانگ ژنگ ۱ در فاصلهٔ کوتاهی توسط چانگ ژنگ ۲ از خانوادهٔ موشک‌های پرتابگر جایگزین شد.